# هافنار بولتفيلاغ
هافنار بولتفيلاغ هو نادي كرة قدم في جزر فارو تأسس في 1904. ويعتبر ضمن أحد أقدم أندية كرة القدم في جزر فارو.

## وصلات خارجية
- الموقع الرسمي